# Alberto Selva
Alberto Selva, né le 21 septembre 1964 à Saint-Marin, est un homme politique de Saint-Marin, membre de l'Alliance populaire. Il est capitaine-régent de Saint-Marin du 1er octobre 2007 au 1er avril 2008 avec Mirko Tomassoni. 